# Місячниця садова
Місячниця садова, також лунарія однорічна, люнарія непахуча, паста́я (Lunaria annua) — вид рослин родини капустяні.

## Назва
Назва роду Lunaria походить з латини і означає — у вигляді місяця. В англійській мові називають «порядність» (англ. honesty). Через форму плодів у США відома під назвою «срібний долар» (англ. silver dollars) або «китайські копійки» (англ. Chinese coins). За таким самим принципом у французькій мові називають «гроші Папи Римського» (фр. monnaie du pape). В Данії та Голландії відома під назвою «гроші Юди» (дан. judaspenge, нід. judaspenning).

## Будова
Рослина світло-зеленого кольору до 90 см висоти. Має тверде волохате стебло з серцеподібним листям з зубчастим краєм до 15 см довжини. Квіти рожеві хрестоподібні на довгих суцвіттях (до 18 см) без листя. Великий плаский стручок 2,5–7,5 см в діаметрі.

## Поширення та середовище існування
Зростає на освітлених місцях у Південній Європі та Західній Азії.

## Практичне використання
Рослина широко застосовується у практиці озеленення населених місць. Цінується за свої красиві квіти, що є приманюю для метеликів, та напівпрозорі сріблясті декоративні плоди. Наразі зустрічається у дикій природі України. У Запорізькому національному університеті було отримано перші міжвидові гібриди рослин роду лунарії.

## Галерея

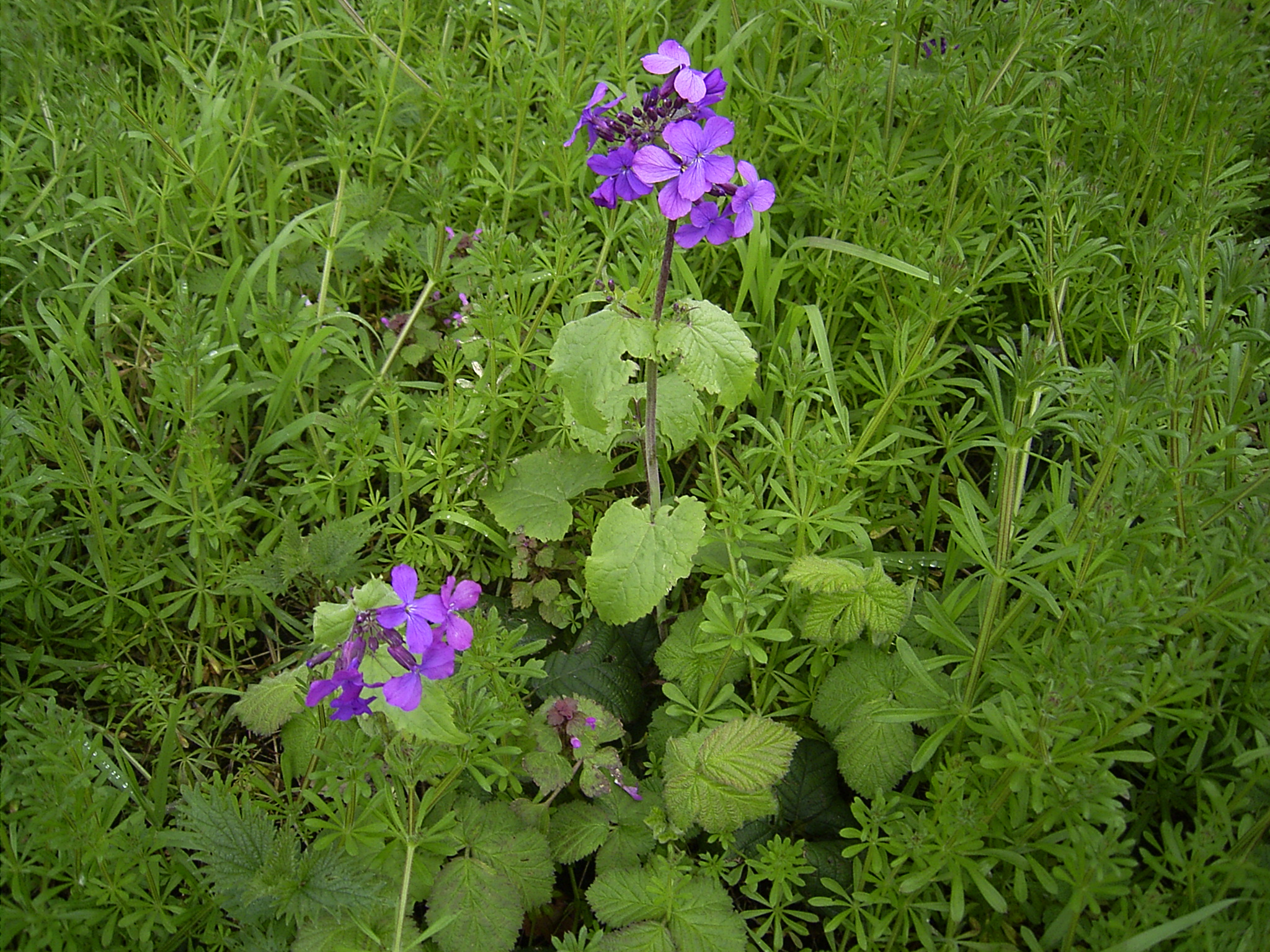
Загальний вид рослини
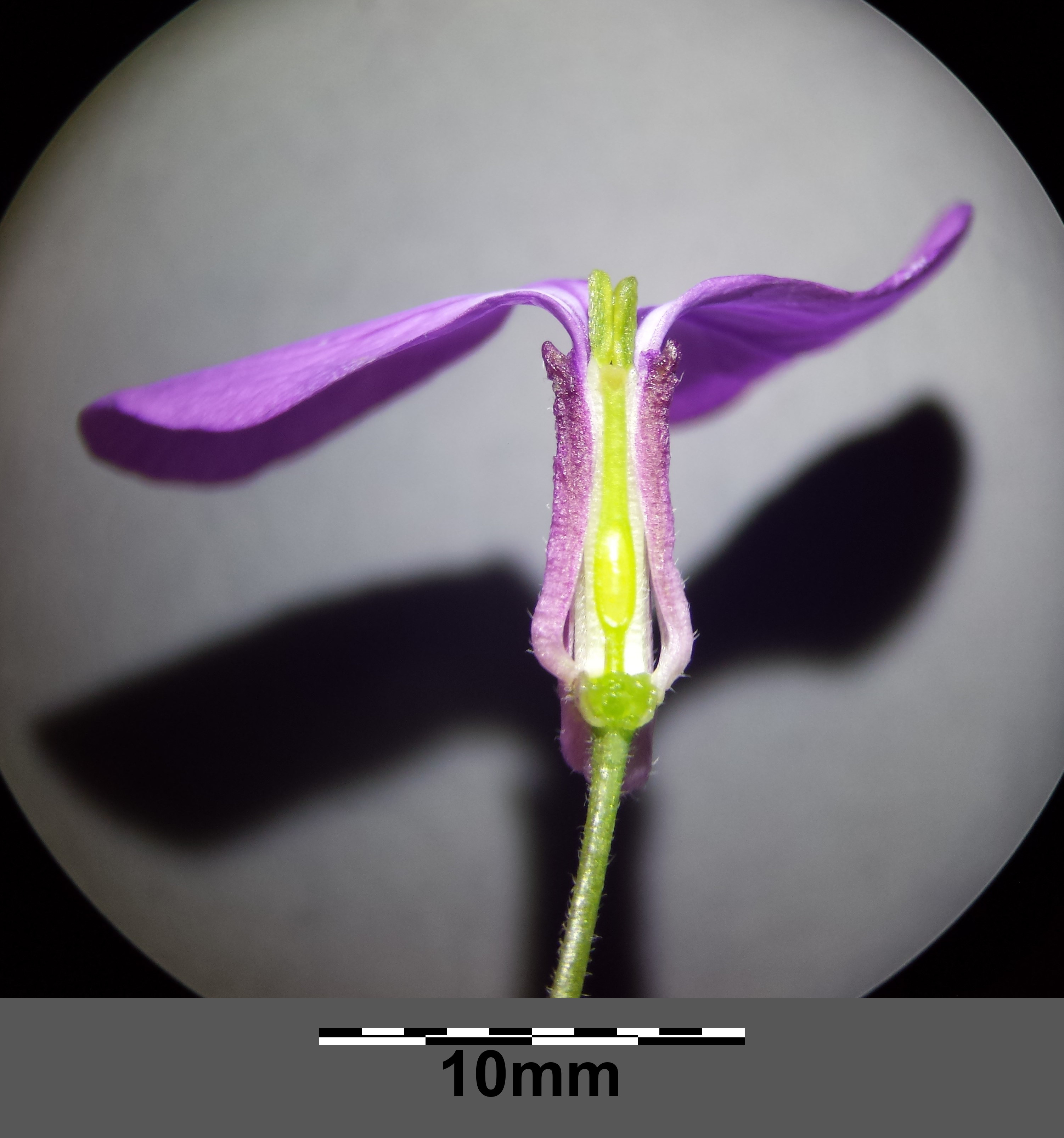
Квітка в розрізі
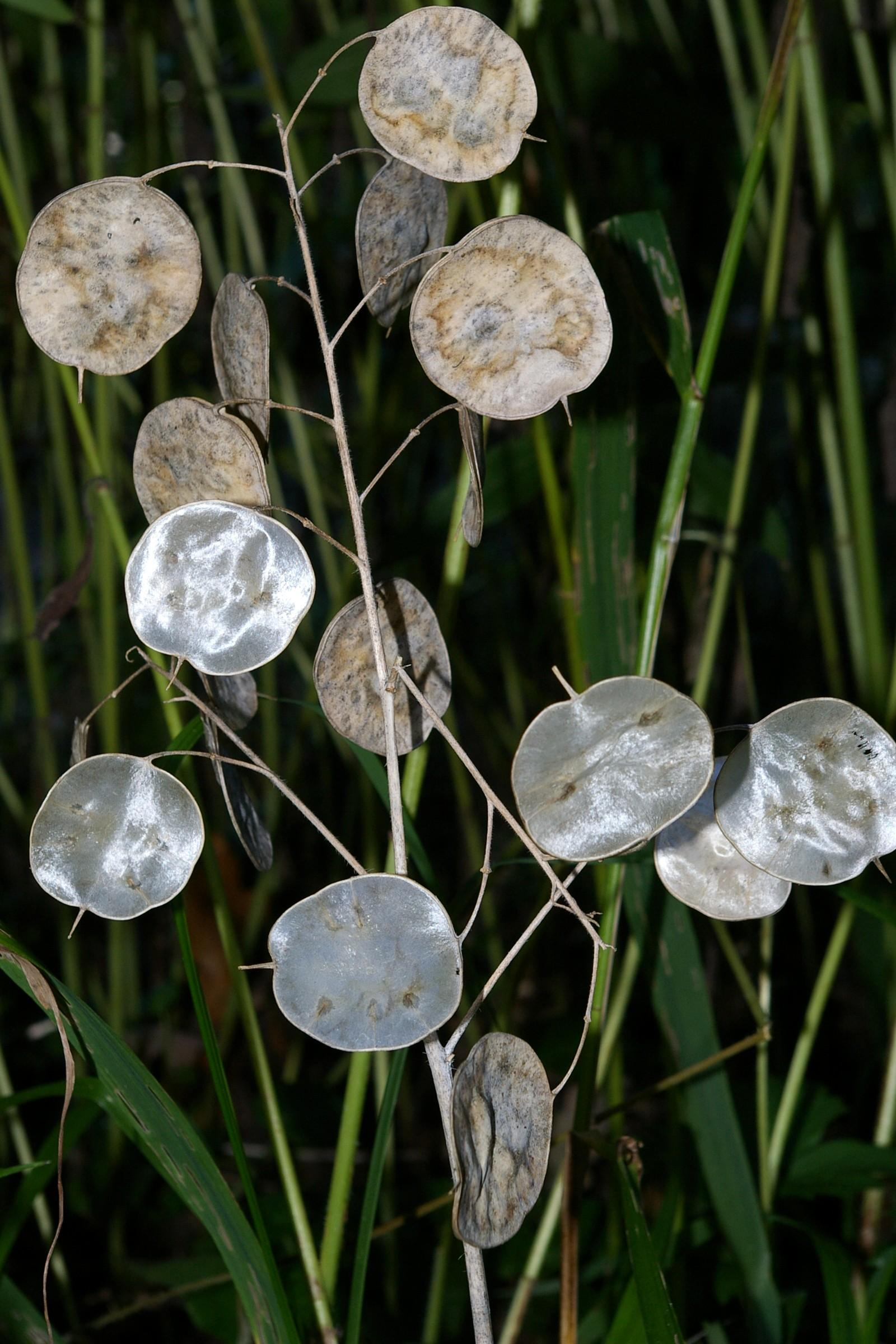
Плоди